# 伊吹吾郎
伊吹 吾郎（1946年1月2日—）是著名日本的男性演員，他的原名是伊吹勝敏，出生於北海道爾志郡熊石村（現：二海郡八雲町），他於多年前在北海道釧路工業高等學校及國士館大學工學部退學。目前為OFFICE斬旗下的男藝人。
他於1960年代後期出道以來，已經拍攝了多部連續電視劇及時代劇。而在2009年，接拍特攝超級戰隊系列的《侍戰隊真劍者》，飾演日下部彥馬。

## 參與作品

### 電視劇
- さむらい（1968年7月23日～1969年2月4日、NET）
- 五人の野武士（1968年10月8日～1969年4月1日、日本電視台）
- 無用ノ介（1969年3月～9月、日本電視台） - 飾演 無用之介
- 花と狼（1969年10月～12月、富士電視台）
- 水戶黃門（TBS・C.A.L）
  - 第1部 第26話「越後騒動・高田」 飾演 新之助
  - 第4部 第8話「忍び狩り・米沢」 飾演 澤本數之助
  - 第5部 第5話「苦難を越えて・松本」 飾演 松本藩士脇田小太郎
  - 第8部 第10話「命賭ける時・名古屋」 飾演 名古屋藩士市木新之丞
  - 第8部 第24話「裏切り武士道・宇和島」 飾演 宇和島藩士中井市之進
  - 第9部 第8話「荒野の襲撃・三戸」 飾演 林藏
  - 第9部 第27話「三国一の嫁騒動・水戸」 飾演 笠間藩士辰之助（※收錄於「水戶黃門名作選 其之壹」）
  - 第10部 第1話「おあずけ喰った結婚式・水戸・江戸」 飾演 土屋和泉守
  - 第11部 第25話「胸に悲願の裏切り者・佐倉」 飾演 佐倉藩士秋元多三郎
  - 第13部 第16話「死を賭けた裏切り・鳥取」 飾演 鳥取藩士 岡村忠伍
  - 第14部～第28部 飾演 渥美格之進
  - 第14部 第35話「陰謀暴いた鳴門の渦潮・淡路島」 飾演 德島藩士 横堀文吾
  - 第17部 第24話「殿と呼ばれた格之進・明石」 飾演 明石藩之若殿 松平上總之助
  - 第18部 第10話「仇討ち木曽節仁義・木曽福島」 飾演 馬橋之佐太郎
  - 第19部 第15話「陰謀暴く天狗面・新発田」 飾演 新發田藩若君溝口重元
  - 第21部 第7話「目ざす敵は瓜二つ・津和野」 飾演 津和野藩主龜井茲親
  - 第22部 第13話「帰らぬ息子は船幽霊・高知」 飾演 加助
  - 第23部 第31話「格さんは夫の敵・丸亀」 飾演 佐吉
  - 1000回SP 飾演 旗本近藤登之助
  - 第35部 第14話「仇が教えた命の重さ・鹿児島」 飾演 醫師網野甚内
  - 最終回SP 飾演 惣右衛門
  - 水戸黄門外伝 かげろう忍法帖 第1話（1995年） - 飾演 渥美格之進
- 最後的樅木（1970年、NHK大河劇） - 飾演 伊東七十郎
- 日本怪談劇場 第4話「怪談・宇津谷峠」（1970年、東京12チャンネル）
- 柳生十兵衛 第19話「南国慕情」（1971年、富士電視台） - 飾演 鎌田伊助
- 新·平家物語（1972年、NHK大河劇） - 飾演 八郎為朝
- 世なおし奉行（1972年、NET）- 白鳥大介役
- 盜國物語（1973年、NHK大河劇） - 飾演 細川藤孝
- 北斗之人（1974年、關西電視台）
- 帶子狼 第2部 第16話「お七里さん」（1974年、日本電視台） - 飾演 甚左
- 剣と風と子守唄 第1話「ひとり戦争」（1975年、日本電視台） - 飾演 疾風
- 大都会 闘いの日々 第2話「直子」（1976年1月13日、日本電視台） - 飾演 久光浩二
- お耳役秘帳（1976年、關西電視台）
- 江戸の鷹 御用部屋犯科帖 第33話「黒豹\loch、闇を裂く」（1978年、朝日電視台） - 飾演 桂木半次郎
- 達磨大助事件帳 第26話「夕陽の渡り鳥」（1978年、朝日電視台）
- 若さま侍捕物帳 第1話「命ごま参上!」（1978年5月18日、朝日電視台）
- 江戸川乱歩の黄金仮面 妖精の美女（1978年12月30日、朝日電視台） - 飾演 Robert Sato / 黃金假面
- 燃草（1979年、NHK大河劇） - 飾演 和田義盛
- 赤穗浪士（1979年、朝日電視台） - 飾演 堀部安兵衛
- 必殺仕事人（1979年 - 1981年、朝日放送） - 飾演 畷左門
- 江戸川乱歩の黄金仮面II 桜の国の美女（1980年4月12日、朝日電視台） - 飾演 Robert Sato / 黃金假面
- 旅がらす事件帖 第1話「あれが噂の道中奉行」（1980年、關西電視台）
- 桃太郎侍 （日本電視台）
  - 第214話「その喧嘩俺が買った! 」（1980年）
  - 第250話「桃太郎一家の迷狂言」（1981年）
- 吉宗評判記 暴坊將軍
  - 第153話「男が火花を散らすとき」（1981年、朝日電視台） - 飾演 松五郎
  - 第169話「血斗!甲州笛吹川」（1981年、朝日電視台） - 飾演 鴇丸
- 警視廳殺人課 第22話「新妻殺人事件・暴走Gメンを撃て!」（1981年、朝日電視台）
- 影之軍團III 第1話「二つの顔の男」（1982年、關西電視台） - 飾演 牧野兵部
- 眠狂四郎圓月殺法（1982年、東京電視台） - 飾演 海老原藏人
- 德川家康（1983年、NHK大河劇） - 飾演 加藤清正
- 赤穗浪士（1999年、東京電視台） - 飾演 脇坂安照
- 土曜ワイド劇場（朝日電視台）
  - 「京都のテミス女裁判官」（2003年） - 飾演 池田檢事
  - 「救急救命士・牧田さおり4」（2005年） - 飾演 井上署長
- 貫太ですッ!（2003年、東海電視台）
- 新選組!（2004年、NHK大河劇） - 飾演 粕谷新五郎
- 盜國物語（2005年、東京電視台） - 飾演 織田信秀
- 柳生十兵衛七番勝負（2005年、NHK金曜時代劇）
- 風林火山（2006年、朝日電視台）
- 大岡越前（2006年、TBS、2小時特別劇集） - 飾演 伊三郎
- 逃亡者 おりん第7話「忍び草」（2006年、東京電視台） - 飾演 村上
- 月曜ゴールデン / 警視庁三係・吉敷竹史シリーズ2・3・4（2006年～、TBS）
- お江戸吉原事件帖 第4話「迷い込んだ若様」（2007年、東京電視台）
- 金曜時代劇 / 密命 寒月霞斬り（2008年4月、東京電視台） - 飾演 辰吉
- Room Of King（2008年10月、富士電視台） - 飾演 柴田
- 侍戰隊真劍者（2009年2月～、朝日電視台） - 飾演 日下部彥馬
- 天地人（2009年、NHK大河劇） - 飾演 北条氏政
- 假面騎士DECADE（2009年7月、朝日電視台） - 飾演 日下部彥馬
- 経済ドキュメンタリードラマ ルビコンの決断「民主党圧勝の裏側“小沢秘書軍団”とは何か?」（2009年9月10日、東京電視台） - 飾演 小澤一郎
- 戦国疾風伝 二人の軍師 秀吉に天下を獲らせた男たち（2011年1月2日、東京電視台） - 飾演 安藤守就
- コンフィデンスマンJP 第4話「電影狂熱篇」（2018年春季，富士電視台）- 飾演 伊吹吾郎

### 電影
- めくらのお市 みだれ笠（1969年、松竹）
- 五人の賞金稼ぎ（1969年、東映）
- 最後の特攻隊（1970年、東映）
- シルクハットの大親分 ちょび髭の熊（1970年、東映）
- 現代やくざ 血桜三兄弟（1971年、東映）
- ポルノ時代劇 忘八武士道（1973年、東映）
- 仁義なき戦い（1973年、東映） - 飾演 上田厚
- 仁義なき戦い 完結篇（1974年、東映） - 飾演 氏家厚司
- 山口組外伝 九州進攻作戦（1974年、東映）
- 脱獄広島殺人囚（1974年、東映）
- あゝ決戦航空隊（1974年、東映）
- 忘八武士道 さ無頼（1974年、東映）
- 暴動島根刑務所（1975年、東映）
- 暴力金脈（1975年、東映）
- 日本暴力列島 京阪神殺しの軍団（1975年、東映）
- 五月みどりのかまきり夫人の告白（1975年、東映）
- 北陸代理戦争（1977年、東映）
- 毒婦お伝と首斬り浅（1977年、東映）
- 白昼の死角（1979年、東映） - 飾演 西郷警部
- 徳川一族の崩壊（1980年、東映）
- 戒厳令の夜（1980年、東寶）
- 炎のごとく（1981年、東寶）
- 獣たちの熱い眠り（1981年、東映）
- 男前 日本一の画家になったる!（2005年、さざ波）
- 魔幻時刻（2008年、東寶）
- 侍戰隊真劍者 銀幕版 天下分け目の戦（2009年、東映） - 飾演 日下部彥馬
- 侍戰隊真劍者VS轟音者 銀幕BANG!!（2010年、東映） - 飾演 日下部彥馬
- 天裝戰隊護星者VS真劍者 EPIC on銀幕（2011年、東映） - 飾演 日下部彥馬

### Original Video
- 實錄·籠寅三代目 合田幸一 任俠修業篇（2004年、GP Museum）
- 實錄·籠寅三代目 合田幸一 名門繼承篇（2004年、GP Museum）
- 實錄·籠寅三代目 合田幸一 關西二十日會篇（2004年、GP Museum）
- 帰ってきた侍戦隊シンケンジャー 特別幕（2010年、東映） - 飾演 日下部彥馬

### 綜藝節目
- スタジオパークからこんにちは（2004年3月10日、2009年6月9日／NHK）
- 環境野郎Dチーム（2007年4月16日～／富士電視台）
- ズバリ言うわよ!（2007年7月3日／TBS〈串客演出〉）
- お茶の間の真実〜もしかして私だけ!?〜（2008年4月28日／東京電視台）
- バニラ気分!（2008年5月31日／富士電視台）
- 爆笑レッドカーペット（2008年6月4日／富士電視台）
- ウチくる!?（2008年6月22日／富士電視台）
- 秘密のケンミンSHOW（日本電視台）
- 日本縦断! 絶品みそ汁調査隊（2008年7月19日／東京電視台）
- いい旅・夢気分（東京電視台）
- ホーチング博士（2008年8月9日／關西電視台）
- 行列のできる法律相談所（2008年8月10日／日本電視台）
- RADIO DE CULTURE（2008年9月4日／日本電視台）
- Check! The No.1（TBS）
- 全明星感謝祭（TBS）
- 快傑えみちゃんねる（2008年11月24日／關西電視台）
- 笑顔がごちそう ウチゴハン（2009年3月22日／朝日電視台）
- 出没!アド街ック天国（2009年6月13日／東京電視台）
- すイエんサー（NHK教育）旁白

### 廣告
- 救心製藥
- KDDI「DION」
- 第一三共ヘルスケア 新三共胃腸薬プラス→第一三共胃腸薬プラス（與石塚英彥共演）
- SUNTORY BOSS RAINBOW MOUNTAIN『宇宙人ジョーンズ・鵜飼い』篇（與湯米·李·瓊斯、杉田薰共演）

## 外部連結
- （日語）OFFICE斬
  - （日語） 伊吹吾郎官方檔案